# Памфил Јерусалимски
Памфил Јерусалимски (грч. φαμφιλος Ιεροσολυμων) је хришћански писац, преводилац, аутор књиге "Учења отаца", из VI века.
Нема много података о његовом животу, извесно је да је живео у времену након Халкидонског сабора и да је написао више књижевних дела у облику питања и одговора посвећеих спору са монофизитима и Несторијанцима. Користио је цитате Кирила Александријског, кападокијских отаца, Амвросија Медиоланског, Јована Златоустог, Псеудо-Дионисија Ареопагита, и друге. У њима је објашњавао теолошке концепте ипостаси, есенције, природе и откривао заблуде Валентина, Аполлинарија, Евномија, Несторија, Евтихија и Павла Самосатског. 